# Belgische wetgevende verkiezingen 1874
Gedeeltelijke wetgevende verkiezingen vonden plaats in België op dinsdag 9 juni 1874. 61 van de 124 Kamerzetels werden herverkozen, namelijk die in de provincies Henegouwen, Limburg, Luik en Oost-Vlaanderen. Voor de Senaat waren er daarentegen verkiezingen in de provincies Antwerpen, Brabant, Luxemburg, Namen en West-Vlaanderen.

## Uitslagen
De katholieke meerderheid werd enigszins ingeperkt door deze verkiezingen. De liberalen wonnen in Charleroi twee of drie volksvertegenwoordigers en twee senatoren.
Alle ogen waren gericht op het strijdarrondissement Gent, waar de katholieken wonnen.
De Senaat is van 35 katholieken en 27 liberalen naar 32 katholieken en 30 liberalen gegaan.

## Overige verkiezingen
Daarenboven vonden er buitengewone verkiezingen plaats in de loop van 1874:
| Orgaan | Kieskring       | Buitengewone verkiezing |
| ------ | --------------- | --- |
| Kamer  | Verviers        | Alfred Simonis (Katholiek) vervangt de overleden Victor David (Liberaal) (overleden op 23 juni 1874) |
| Kamer  | Hasselt         | Regeringsleider Barthélémy de Theux de Meylandt werd herverkozen op 9 juni maar overleed op 21 augustus 1874. Een buitengewone verkiezing werd gehouden op 27 september 1874 om hem te vervangen; hierbij werd Henri de Pitteurs-Hiegaerts verkozen. |
| Kamer  | Tielt           | Ter vervanging van Gustave de Mûelenaere, die overleed op 8 juli 1874. Auguste Beernaert werd verkozen om hem op te volgen. |
| Senaat | Diksmuide       | Léon van Ockerhout (Katholiek) vervangt vanaf 10 november 1874 de overleden Bernard Amé du Bus de Gisignies (overleden op 6 juli 1874) |
| Senaat | Veurne-Oostende | Bernard du Bus de Gisignies (Katholiek) vervangt vanaf 10 november 1874 de overleden Albéric du Bus de Gisignies (Liberaal) (overleden op 26 juli 1874).                                                                                             |
| Senaat | Hasselt         | Eugène Van Willigen (Katholiek) vervangt vanaf 19 december 1874 de overleden Antoine de Pitteurs-Hiegaerts (overleden op 17 november 1874) |

## Verkozenen
- Kamer van volksvertegenwoordigers (samenstelling 1874-1878)
- Samenstelling Belgische Senaat 1874-1878